# Nationale weg 1 (Japan)

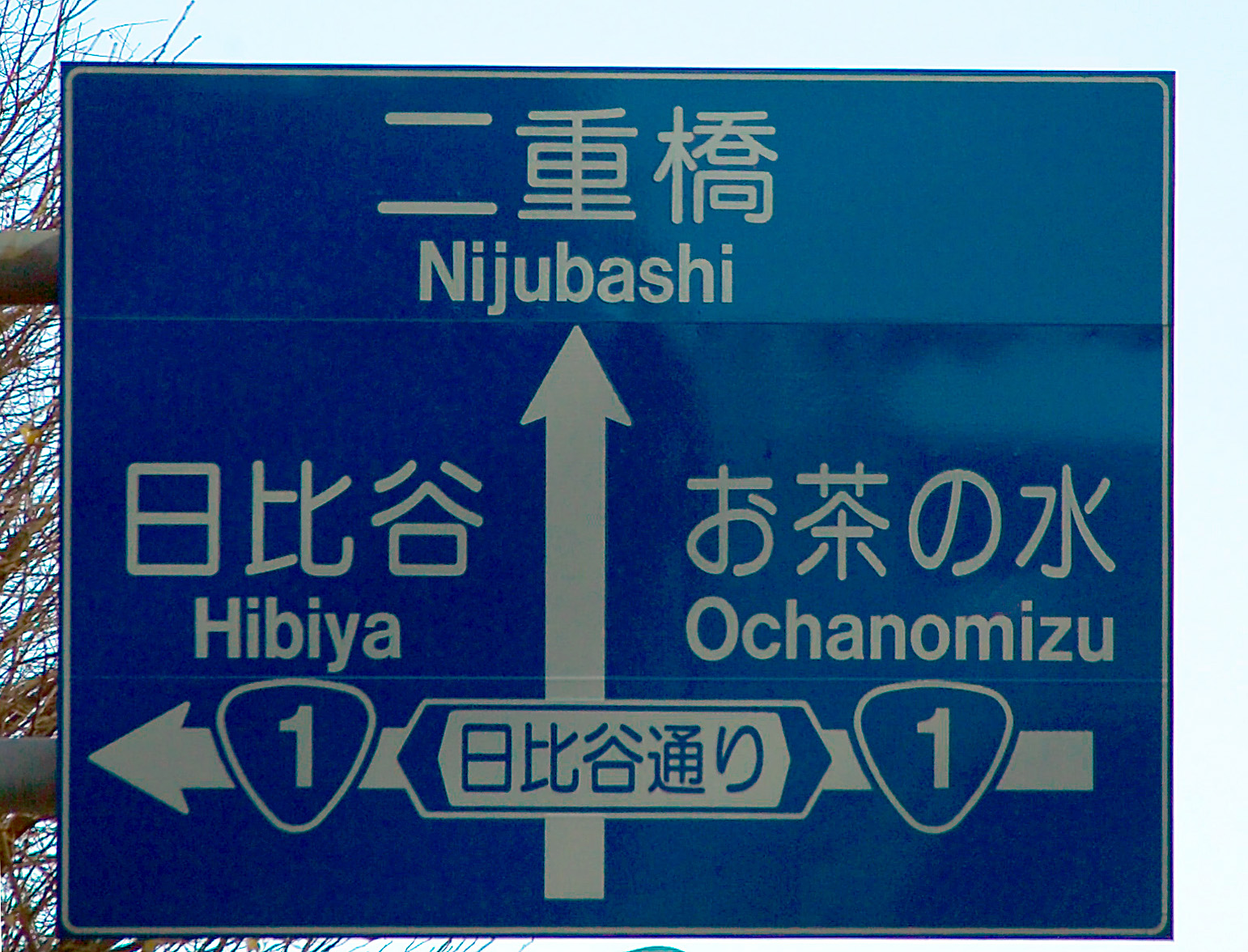
Nationale weg 1 passeert langs het Japanse keizerlijke paleis in Tokio.

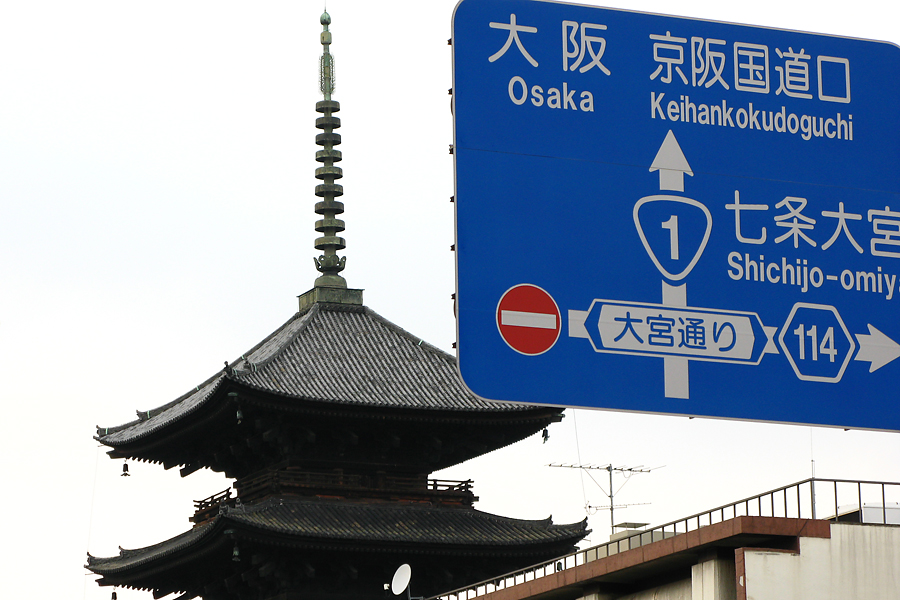
In Kioto, passeert Nationale weg 1 langs de tempel Tō-ji.

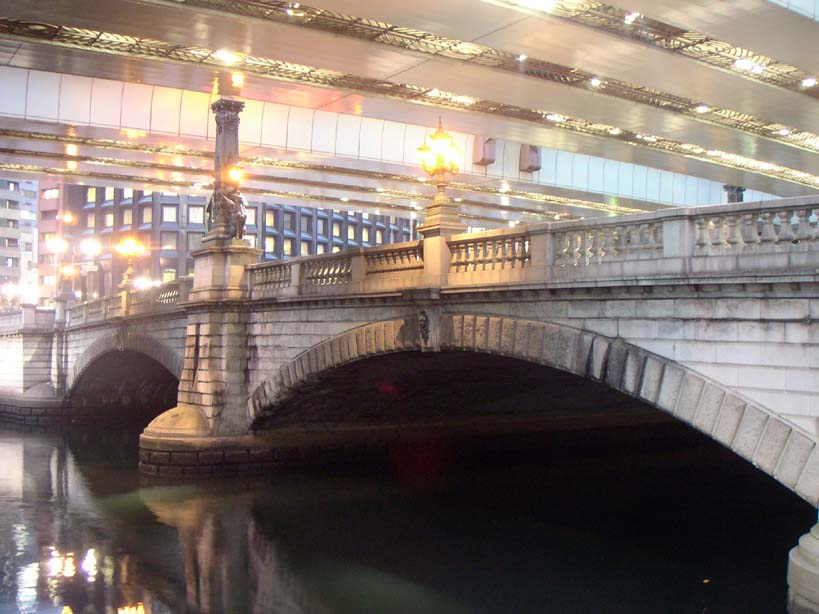
Nihonbashi, het eindpunt van Nationale weg 1 in Tokio

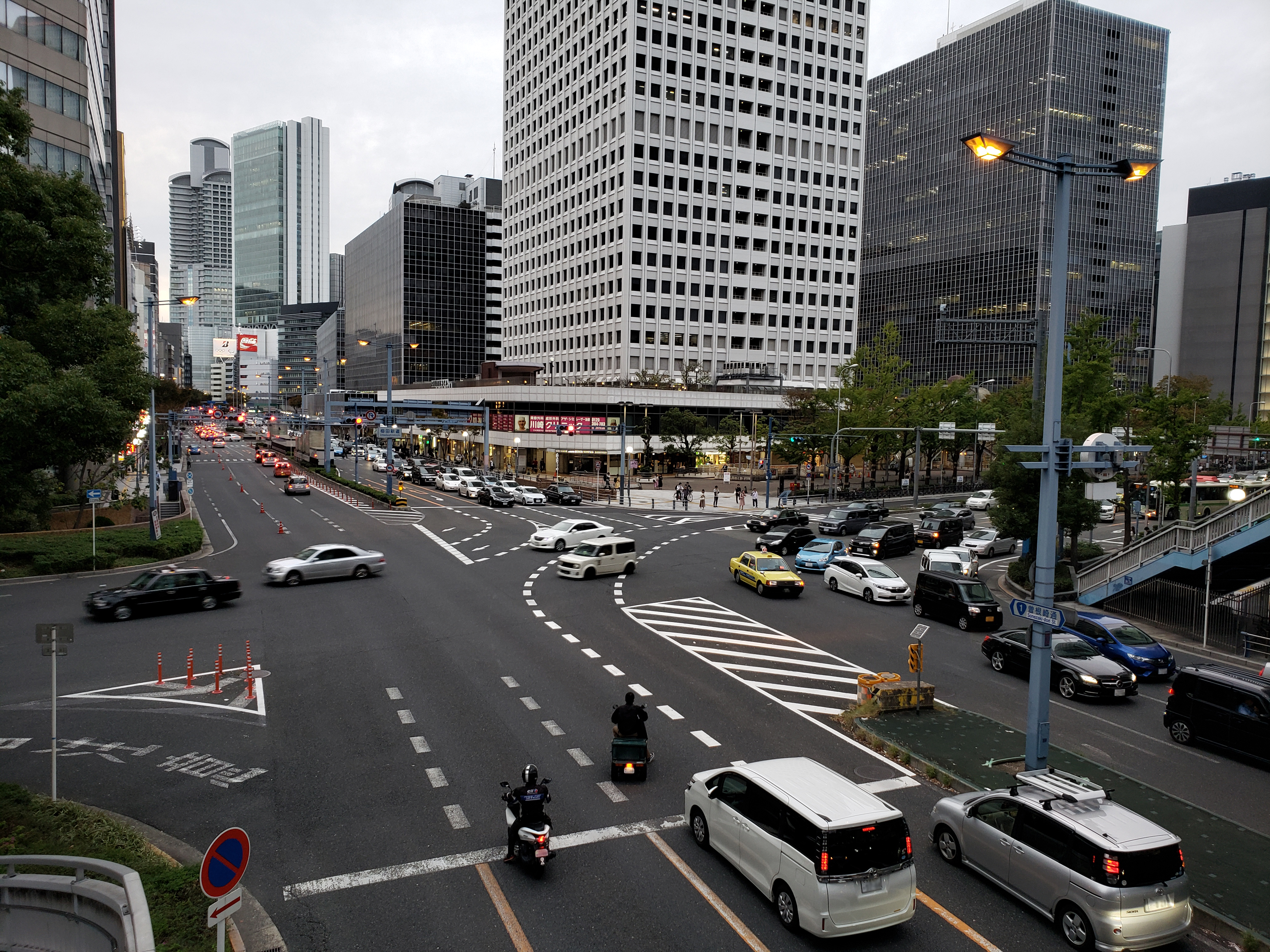
Het eindpunt van Nationale weg 1 in Umeda

De Nationale weg 1 (国道1号, Kokudō Ichi-gō) is een belangrijke nationale autoweg op het eiland Honshū in Japan. De autoweg verbindt Chūō (Tokio) in de regio Kantō met de stad Osaka in de regio Kansai. De autoweg passeert hierbij de regio Chūbu. De autoweg volgt hetzelfde tracé als de oude weg Tōkaidō westelijk van Tokio naar Kyoto. Nadien volgt de autoweg het tracé van de Kyo Kaidō in de richting van Osaka. Tussen Tokio en de prefectuur Aichi loopt de weg parallel met de Tomei-autosnelweg; vandaar tot aan de prefectuur Mie loopt de weg parallel met de Higashi-Meihan-autosnelweg en vervolgens van de prefectuur Shiga tot in Osaka parallel met de Meishin-autosnelweg. De totale lengte van de autoweg bedraagt 565,4 km. Het oostelijke eindpunt van de weg bevindt zich in Nihonbashi, Chūō. De autoweg sluit hier aan op de nationale autowegen 4, 6, 14, 15, 17 en 20. Het westelijke eindpunt van de autoweg ligt in Umeda, Kita-ku (Osaka). De autoweg sluit hier aan op de nationale autowegen 2, 4, 14, 15, 17, 20, 25, 26, 163, 165, 176.

## Gemeenten die de autoweg passeert
- Metropool Tokio
  - Chūō - Chiyoda - Minato - Shinagawa - Ōta
- Prefectuur Kanagawa
  - Kawasaki (wijk Saiwai-ku) - Yokohama (wijken Tsurumi-ku - Kanagawa-ku - Nishi-ku - Hodogaya-ku - Minami-ku - Totsuka-ku) - Fujisawa- Chigasaki- Hiratsuka - Ōiso (District Naka) - Ninomiya (District Naka) -Odawara -Hakone (District Ashigarashimo)
- Prefectuur Shizuoka
  - Kannami (District Tagata) - Mishima - Shimizu (District Suntō) - Nagaizumi (District Suntō) - Numazu - Fuji - Shizuoka (wijken Shimizu-ku- Suruga-ku - Aoi-ku) - Fujieda - Shimada -Kakegawa - Fukuroi - Iwata - Hamamatsu (Higashi-ku - Minami-ku - Nishi-ku) - Arai (District Hamana) - Kosai
- Prefectuur Aichi
  - Toyohashi - Kozakai (District Hoi) - Toyokawa - Okazaki - Anjō - Chiryū - Kariya - Toyoake - Nagoya (wijken Midori-ku - Minami-ku - Mizuho-ku - Atsuta-ku - Nakagawa-ku - Minato-ku) - Kanie (District Ama) - Aisai - Yatomi
- Prefectuur Mie
  - Kuwana -Asahi (District Mie) - Kawagoe (District Mie) - Yokkaichi - Suzuka (Mie) - Kameyama (Mie)
- Prefectuur Shiga
  - Kōka - Konan - Ritto - Kusatsu - Otsu
- Prefectuur Kioto
  - Kyoto (wijken Yamashina-ku - Higashiyama-ku - Shimogyo-ku - Minami-ku - Fushimi-ku) - Uji - Kumiyama (District Kuse) - Yawata
- Prefectuur Osaka
  - Hirakata - Neyagawa - Moriguchi - Osaka (wijken Asahi-ku - Jōtō-ku - Miyakojima-ku - Kita-ku)

## Dubbelgenummerde delen met andere nationale wegen
- In Tokio :
  - Van Nihonbashi (Chuo-ku, Tokyo) tot aan het kruispunt Nihonbashi (Nihonbashi kōsaten) : Nationale weg 15
  - Van Nihonbashi (Chuo-ku, Tokyo) tot aan het kruispunt Sakuradamon : Nationale weg 20
- In Yokohama :
  - van het kruispunt Takashima-cho (Sakuragi-cho, Nishi-ku) tot aan het kruispunt Hamamatsucho (Hamamatsu-cho, Nishi-ku) : Nationale weg 16
- van de stad Odawara tot de gemeente Hakone Nationale weg 138 :
- In Hamamatsu :
  - Van aan het kruispunt Shinohara (Nishi-ku) tot in de gemeente Arai (afrit Okurado) : Nationale weg 42
  - Van aan het kruispunt Shinohara (Nishi-ku) tot aan het kruispunt Sakaemachi in de gemeente Arai (afrit Okurado): Nationale weg 301
- Van de stad Toyohashi tot de gemeente Kozakai : Nationale weg 151
- In de stad Okazaki : Nationale weg 473
- Van de stad Yokkaichi tot in de stad Kameyama : Nationale weg 25
- Vanaf afrit 30 in de stad Ritto tot aan het kruispunt Gojo-Karasuma in Kyoto (Shimogyo-ku) : Nationale weg 8
- In Kyoto van het kruispunt Gojo-Karasuma tot aan het kruispunt Horikawa-gojo : Nationale weg 9
- In de stad Hirakata : Nationale weg 170
- In de stad Osaka van het kruispunt Sekime 5-chome in de wijk Asahi-ku tot aan het kruispunt Umeda Shindo in de wijk Kita-ku : Nationale weg 163

## Aansluitingen
- Metropool Tokio
  - 461417 Nihonbashi
  - 15 kruispunt Nihonbashi (Nihonbashi kōsaten)
  - 20 kruispunt Sakuradamon
  - Shuto-autosnelweg Binnenring knooppunt Hamasakibashi in Minato
  - Shuto-autosnelweg Meguro-lijn afrit Togoshi in Shinagawa
- Prefectuur Kanagawa
  - 409 in Saiwai- ku (Kawasaki)
  - 15 in Kanagawa-ku Yokohama
  - Shuto-autosnelweg Yokohane-lijn in Nishi-ku (Yokohama)
  - 16 in Nishi-ku en in Hodogaya-ku, in de stad Yokohama
  - 467 in Fujisawa
  - 129 in Hiratsuka
  - 134 in Oiso
  - 255 in Odawara
  - 135 in Odawara
  - 138 van Odawara tot Hakone
- Prefectuur Shizuoka
  - 136 in Mishima
  - 246 in Numazu
  - 139 in Fuji
  - 52149 in de wijk Shimizu-ku in Shizuoka
  - 362 in de wijk Aoi-ku in Shizuoka
  - 473 in Shimada
  - 152 in de wijk Higashi-ku in Hamamatsu
  - 150 in de wijk Minami-ku in Hamamatsu
  - 257301 in de wijk Nishi-ku in Hamamatsu
  - 42 in de wijk Nishi-ku in Hamamatsu en in Kosei
- Prefectuur Aichi
  - 23259 in Toyohashi
  - 151 van Toyohashi tot Kozakai
  - 247 in Kozakai
  - Tomei-autosnelweg in Toyokawa
  - 473 in Okazaki
  - 248 in Okazaki
  - 419 in Chiryū
  - 155 in Chiryū
  - Isewangan -autosnelweg in Toyoake
  - Nagoya-autosnelweg Route 3 Ōdaka Route in Minami-ku in Nagoya
  - 19247 in Atsuta-ku in Nagoya
  - 154 in Atsuta-ku in Nagoya
  - 302 Nakagawa-ku in Nagoya
  - 155 in Yatomi
- Prefectuur Mie
  - 421 in Kuwana
  - 258 in Kuwana
  - 365 in Yokkaichi
  - 164 in Yokkaichi
  - 25 in Yokkaichi
  - 306 in Kameyama
  - Higashi-Meihan-autosnelweg in Kameyama
- Prefectuur Shiga
  - 307 in Kōka
  - Meishin-autosnelweg in Rittō (afrit 30)
  - 8 in Rittō
  - 422 in Ōtsu
  - 161 in Ōtsu
- Prefectuur Kyoto
  - Meishin-autosnelweg in Yamashina-ku in Kyoto (afrit 32 Kyoto-Higashi)
  - 24367 in Shimogyo-ku in Kyoto (kruistpunt Gojo-Karasuma)
  - 9 in Shimogyo-ku in Kyoto
  - 171 in Minami-ku in Kyoto (kruispunt Keihan Kokudo-guchi)
  - Meishin-autosnelweg in Fushimi-ku in Kyoto (afrit 33 Kyoto-Minami)
  - 478 in Kumiyama
- Prefectuur Osaka
  - 307 in Hirakata (kruistpunt Ikenomiya-kita)
  - 168 in Hirakata (kruispunt Amanogawa)
  - 170 in Hirakata (kruispunten Hashiridani 2-chome en Deguchi)
  - Torikai-Niwaji-brug (鳥飼仁和寺大橋, Torikai-Niwaji Ō-hashi) in Neyagawa
  - Hanshin-autosnelweg Hanshin-autosnelweg 12 (Moriguchi-lijn) in Moriguchi
  - 479 in Moriguchi (kruispunt Keihanhondori 2-chome)
  - 163 in Asahi-ku in Osaka (kruispunt Sekime 5-chome )
  - Hanshin-autosnelweg Route 12 Moriguchi-lijn in Kita-ku in Osaka
  - 423 in Kita-ku in Osaka
  - 225176 in Umeda (Kita-ku) in Osaka